# Gleinalmský tunel
Gleinalmský tunel (německy Gleinalmtunnel) je dálniční tunel na rakouské dálnici A9 (Pyhrn Autobahn) pod masivem Gleinalpe v Lavanttalských Alpách ve spolkové zemi Štýrsko. Se svojí délkou přes 8 km je třetím nejdelším rakouským tunelem (po Arlberském silničním tunelu a Tunelu Plabutsch). V tunelu a přilehlém úseku dálnice A9 (Gleinalmský úsek) se platí mýtné 11,50 €. Placený úsek však lze objet přes Leoben a Bruck an der Mur po rychlostních silnicích S6 a S35.

## Historie
První tubus tunelu byl otevřen pro dopravu 11. srpna 1978 za účasti tehdejšího prezidenta Rudolfa Kirchschlägera a vicekancléře Hannese Androsche.
6. srpna 2001 v odpoledních hodinách došlo v Gleinalmském tunelu k vážné dopravní nehodě dvou osobních automobilů. Ta způsobila požár, v jehož důsledku zahynulo pět lidí.

## Stavba
Oba portály se nacházejí v nadmořské výšce okolo necelých 800 m.
První tubus tunelu byl otevřen již v roce 1978, takže měl každý směr vyhrazen pouze jeden pruh. To způsobovalo dopravní zácpy a zvyšovalo riziko nehod. V roce 2013 byla zahájena stavba druhého tubusu, který byl dokončen v červenci 2017. Následně prošel i původní tubus rekonstrukcí a byl otevřen 20. prosince 2019.
V tunelu se nacházejí dvě větrací kaverny, šest sekcí se samostatným přívodem vzduchu a 84 větracích ventilů.